# Culture Fair Intelligence Test
Culture Fair Intelligence Test (CFIT) (zu Deutsch: „Kulturell fairer Intelligenztest“) ist eine Bezeichnung für eine Form von Intelligenztests, bei denen Menschen aus unterschiedlichen Kulturen (z. B. Amazonas-Bewohner und Mitteleuropäer) bzw. sozialen Schichten innerhalb von Gesellschaften (z. B. Akademiker und Handwerker) Chancengleichheit besitzen sollen (d. h. bei gleichen Fähigkeiten gleiche Ergebnisse zu erzielen). Dies wird dadurch versucht, dass Sprache an sich und Kulturtechniken wie Lesen oder Mathematik keine Rolle spielen sollen bei der Bearbeitung des Tests.
In der Regel handelt es sich bei Culture-Fair-Tests einfach um sprach- und zahlenfreie Intelligenztests zum logischen Denken. Die bekanntesten Culture Fair Intelligence Tests sind
- der „Culture Fair Test I“ von Raymond Bernard Cattell
- die „Ravens progressive Matrizentests“: („Standard Progressive Matrices“ bzw. „Coloured Progressive Matrices“) von John C. Raven

Ein weiteres Beispiel einer Matrix aus Ravens Progessiv Matrices

Im deutschen Sprachraum sind derzeit folgende adaptierte und überarbeitete Versionen des „Culture Fair Intelligence Test“ verbreitet:
- „CFT-1 R Grundintelligenztest Skala 1“, in revidierter Fassung, für den Altersbereich von 5;3 bis 9;5 Jahren bzw. 6;6 bis 11;11, und der
- „CFT-20 R Grundintelligenztest Skala 2“ in revidierter („R“) Fassung, für den Altersbereich von 8;5 bis 19;11 (Jahre;Monate) und bei Erwachsenen von 20 bis 64 Jahren, sowie für Menschen mit Behinderung.

Sie können sowohl als Einzel- als auch als Gruppentest durchgeführt werden. Die neueren Ausgaben des CFT-20 können wahlweise durch einen Wortschatztest und einen Zahlenfolgetest ergänzt werden.
Die theoretische Fundierung dieser Gruppe von Tests ist die zwei-Faktoren-Theorie der Intelligenz von Raymond Bernard Cattell. Ein Faktor ist hierbei die kristallisierte Intelligenz, die vor allem erlerntes Problemlöseverhalten zusammenfasst. Der zweite Faktor ist die fluide Intelligenz als „die Fähigkeit komplexe Beziehungen in neuartigen Situationen wahrnehmen und erfassen zu können“. Cattell konzipierte die „Culture Fair Intelligence Tests“, die vor allem die fluide Intelligenz messen sollten, und alle möglichen kulturell und sprachlich bedingten Einflüsse auf das Ergebnis weitgehend ausschließen sollten. Allerdings existieren auch Befunde, die diesen Ansichten widersprechen. Demnach ist es möglich, auch die sog. fluide Intelligenz durch Übung zu steigern. Auch wird die Kulturunabhängigkeit dieser Tests bezweifelt.

## Theoretische Grundlage
Cattell legte bei der Entwicklung der Tests seine Intelligenztheorie zugrunde, bei der die Intelligenz von zwei Faktoren bestimmt ist. Der erste, und für die Konzeption der „CFIT“ bestimmende Faktor ist die sogenannte fluide (flüssige) Intelligenz. Diese bezeichnet die Fähigkeit, unbekannte Probleme zu lösen, und sich neuen Situationen anzupassen, ohne dass dabei auf besonderes Wissen zurückgegriffen werden muss. Der zweite, für die Tests nicht bestimmende Faktor ist der der kristallinen (oder kristallisierten) Intelligenz. Damit wird die Fähigkeit bezeichnet, erworbenes Wissen und Strategien auf Problemlösungen anzuwenden.
Die Trennung in kristallisierte und fluide Intelligenz macht die Unterscheidung zwischen den grundlegenden intellektuellen Fähigkeiten und den erlernten und sozialisationsbedingten Fähigkeiten möglich und notwendig. So kann durch das Konzept der fluiden Intelligenz die Fähigkeit ermittelt werden, mit vollkommen unbekannten Problemen umzugehen.

## Korrelationen
| Mean I | Test                              |     | (1)  | (2)  | (3)  | (4)  | (5)  | (6)  |
| ------ | --------------------------------- | --- | ---- | ---- | ---- | ---- | ---- | ---- |
| 96     | Culture Fair Intelligence Test IQ | (1) | 1.00 | .49  | .69  | .62  | .63  | .72  |
| 87     | Otis Beta Test IQ                 | (2) |      | 1.00 | .80  | .69  | .45  | .66  |
| 90     | Pinter Test IQ                    | (3) |      |      | 1.00 | .81  | .55  | .79  |
| 92     | WISC Verbal IQ                    | (4) |      |      |      | 1.00 | .55  | .79  |
| 93     | WISC Performance IQ               | (5) |      |      |      |      | 1.00 | .79  |
| 92     | WISC Full Scale                   | (6) |      |      |      |      |      | 1.00 |

## Anwendung
Seit der Entwicklung des ersten CFITs in den späten 1950er und frühen 1960er Jahren wurden unterschiedliche Adaptionen des Testes konzipiert. Im deutschen Sprachraum wurden diese von Rudolf H. Weiß überarbeitet.
Die deutschen Adaption, derzeit der „CFT-1“ und „CFT-20 R“ enthalten verschiedene Untertests:
CFT-1 (5. Aufl.) (5;3 bis 9;5 Jahren):
- ST1 : Substitutionen

- ST2 : Labyrinthe

- ST3 : Klassifikationen

- ST4 : Ähnlichkeiten

- ST5 : Matrizen.

Testzeiten CFT 1
| Subtest (ST)           | Zahl der Items | Max. Rohwerte | Kindergarten, Vorschule, 1. Schuljahr, Sonderschule | ab 2. Schuljahr    |
| ---------------------- | -------------- | ------------- | --------------------------------------------------- | ------------------ |
|                        |                |               | Durchführungsart 1                                  | Durchführungsart 2 |
| ST1 : Substitutionen   | 60             | 12            | 120 Sek                                             | 120 Sek            |
| ST2 : Labyrinthe       | 12             | 12            | 90 Sek                                              | 90 Sek             |
| ST3 : Klassifikationen | 12             | 12            | 300 Sek                                             | 300 Sek            |
| ST4 : Ähnlichkeiten    | 12             | 12            | 240 Sek                                             | 90 Sek             |
| ST5 : Matrizen         | 12             | 12            | 450 Sek                                             | 360 Sek            |
| Gesamttest             | 108            | 60            | 1200 Sek                                            | 960 Sek            |

CFT-20 R (8;5 bis 19 Jahren; Erwachsene von 20 bis 60 Jahren):
- Reihenfortsetzen,
- Klassifikationen,
- Matrizen und
- topologische Schlussfolgerungen.

Die Durchführung kann sowohl im Einzel- als auch in Gruppentestungen erfolgen. Neben der Altersnorm wurde auch eine Klassenstufen abhängige Normierung erstellt, die einen Vergleich mit der Population derselben Klassenstufe (3. – 10./13. Klasse) ermöglicht. Diese Aufgaben müssen in einer bestimmten Zeitspanne bearbeitet werden. Bei dem CFT-20 sind die Tests sowohl für eine Kurzversion als auch für ein Langversion normiert. Beim CFT 1 beträgt die durchschnittliche Bearbeitungsdauer des Gesamttests, abhängig vom Alter der Probanden, ca. 45–60 Minuten. Die maximal zulässige Bearbeitungsdauer der einzelnen Subtests ist der Auflistung oben zu entnehmen.
Die neueren Versionen des CFT-20 können durch einen fakultativ (wahlweise) einsetzbaren Wortschatztest und einen Zahlenfolgetest ergänzt sein. Hierbei gibt der Wortschatztest valide Hinweise auf die kristallisierte Intelligenz. Der Zahlenfolgetest kann zur Messung der Verarbeitungskapazität verwendet werden, die wiederum eine Aussage über die fluide Intelligenz zulässt, aber eine andere Intelligenztheorie konzeptionalisiert, als das zwei-Faktoren-Modell von Cattell.
Culture Fair Intelligence Tests werden zur allgemeinen Intelligenztestung im Vorschul- und Schulalter eingesetzt, aber auch zur Ermittlung der Grundintelligenz von Erwachsenen. Darüber hinaus können sie auch besonders zur kultur- und schichtenunabhängigen Intelligenztestung eingesetzt werden. Aufgrund ihrer Konzeption sind sie besonders zur Testung von Kindern, Jugendlichen und Erwachsenen geeignet, die schlechte Kenntnisse der deutschen Sprache aufweisen und wenig mit westeuropäischen Kulturtechniken vertraut sind.
Darüber hinaus kann er zur Grundlagenforschung eingesetzt werden.

## Rezension
Die „Culture Fair Intelligence Tests“ sind überall auf der Welt verbreitet. Sie ermöglichen eine weitgehend sprachfreie Testung. Allerdings hat sich gezeigt, dass auch diese Aufgabenstellung schichtenspezifisch und kulturabhängig ist. In den neueren Adaptionen wurde versucht, diese Korrelationen zu minimieren. Die Übereinstimmung zwischen Kultur, Schicht und Testergebnis scheint nun niedrig zu sein. Claus Jacobs und Franz Petermann kritisieren, dass der Test bei Kindern mit visuell-räumlichen Beeinträchtigungen aufgrund der besonderen Fokussierung auf diesen Bereich zu verfälschten Ergebnissen führen kann.